# Andorranska köket

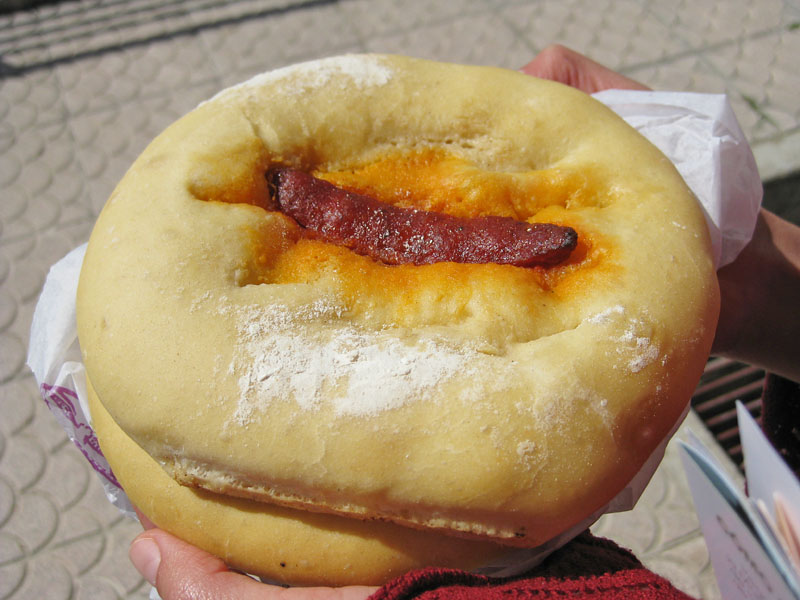
Coca

Andorranska köket är påverkat av de franska och spanska köken. Det italienska köket har också influerat köket. Det katalanska köket är dock dess största influens, vilket ger ett något kraftigare kosthåll än det spanska. Många recept är gamla, men har anpassats till dagens matlagningsmetoder. Eftersom landet är relativt isolerat, har de traditionella rätterna bibehållits, och präglas av begränsat råvaruutbud. Ost, mjölk, get- och fläskkött samt vilda köttslag är vanliga i matlagningen. 
Bakverket coca, den pyttipannaliknande rätten trinxat, olika omeletter samt många kött- och fisksåser. Kokta rätter och raguer samt kotletter och fiskar är vanliga, liksom tapas.